# St.-Helena-Kapelle (Vilvenich)

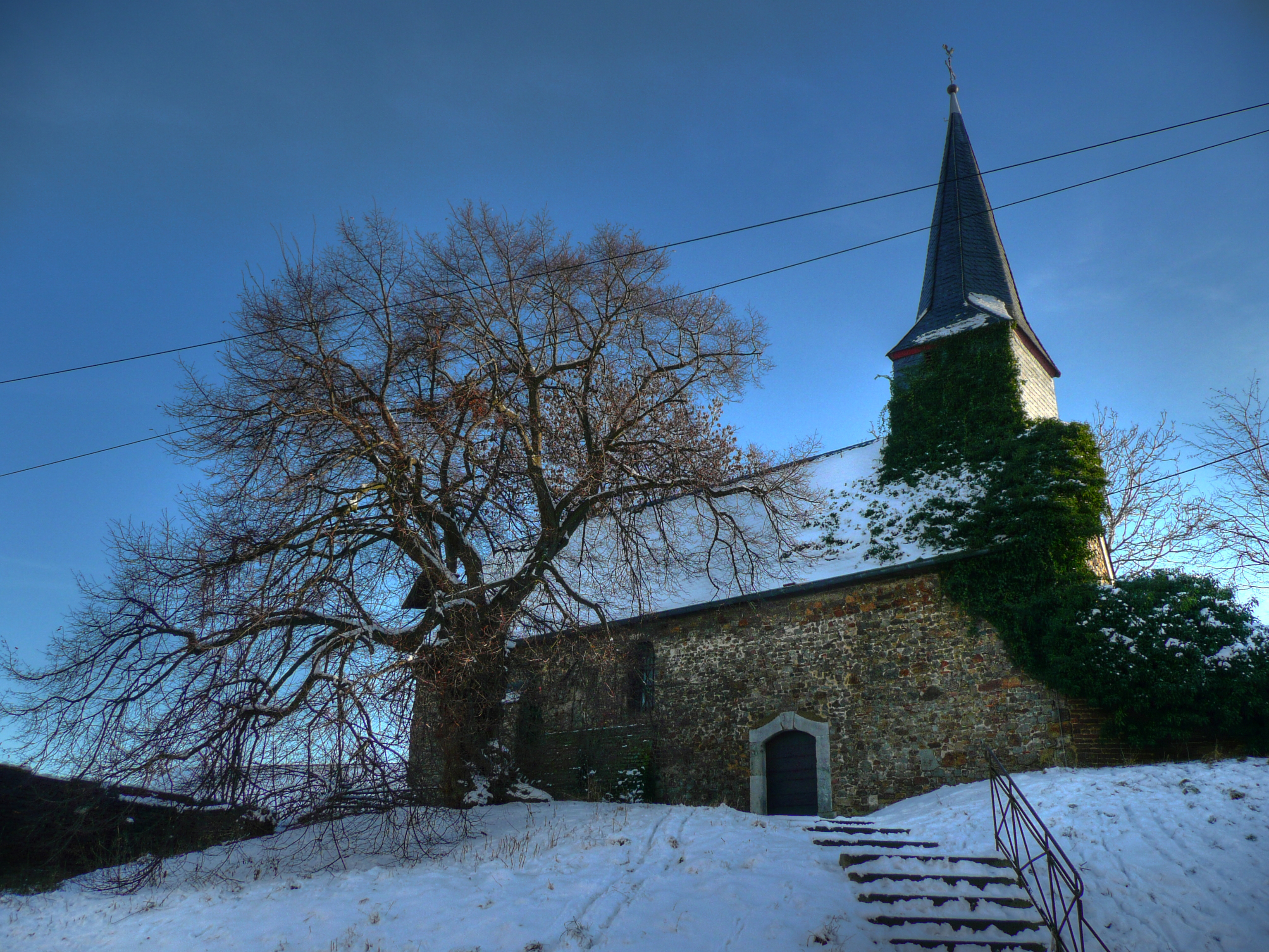
Die St.-Helena-Kapelle 2009

Die St.-Helena-Kapelle war eine romanische Kapelle in Pier-Vilvenich. Sie wurde 2010 wegen des Braunkohlen-Tagebaues Inden abgerissen.

## Geschichte
Urkundlich erstmals erwähnt wurde die der heiligen Helena geweihte Kapelle 1318. Sie wurde wahrscheinlich im 12. Jahrhundert als Kapelle eines zum Stift Gerresheim gehörenden Hofes errichtet. Die Besitzungen des Stifts in der Gegend von Pier sind urkundlich bis in das 9. Jahrhundert belegt. Die Kapelle gehörte zum Mauerverbund des Vilvenicher Zehnthofes.
Die Kapelle war ein Bruchsteinsaal mit Rechteckchor und Dachreiter. Zu Anfang des 18. Jahrhunderts erfolgten größere Veränderungen, die zu der bis zu Abriss zu sehenden Gestalt der Kapelle führten. Am 24. Juni 2010 erfolgte der Abbruch als Vorbereitungsmaßnahme für den vorrückenden Braunkohletagebau. Für eine Wiederverwendung wurden das Portal, das Weihwasserbecken und die Altarplatte geborgen. Darüber hinaus wurden beim Abriss die Steinquader der romanischen Fenster und Konsolen des gotischen Gewölbes separiert. Der Matronenstein von Vilvenich wurde schon 1995 aus einer ihrer Mauern herausgebrochen.